# António Juliasse Ferreira Sandramo
António Juliasse Ferreira Sandramo (ur. 20 marca 1968 w Soalpo) – mozambicki duchowny katolicki, biskup Pemby od 2022.

## Życiorys
Święcenia kapłańskie przyjął 28 czerwca 1998 i został inkardynowany do diecezji Chimoio. Pracował głównie jako duszpasterz parafialny, był też m.in. koordynatorem kilku kurialnych komisji, dziekanem księży diecezjalnych oraz wikariuszem biskupim dla centralnej części diecezji.
7 grudnia 2018 papież Franciszek mianował go biskupem pomocniczym archidiecezji Maputo oraz biskupem tytularnym Arsennaria. Sakry udzielił mu 17 lutego 2019 arcybiskup Francisco Chimoio.
8 marca 2022 został mianowany biskupem ordynariuszem diecezji Pemba. Ingres odbył 21 maja 2022.